# 폴라로이드 (2015년 영화)
"폴라로이드"는 2015년에 개봉한 대한민국과 중국의 합작 드라마 영화이다.

## 캐스팅
- 정재연 : 허은주 역
- 김태용 : 윤수호 역
- 양범 : 양밍 역
- 조민서 : 혜주 역
- 석재형 : 석현 역
- 홍지우 : 소개팅남 역
- 장나라 (특별출연)
- 윤주상 (특별출연)
- 이한위 (특별출연)
- 안병경 (특별출연)
- 장남수 (특별출연)